# Rajdowe Mistrzostwa Europy 2017

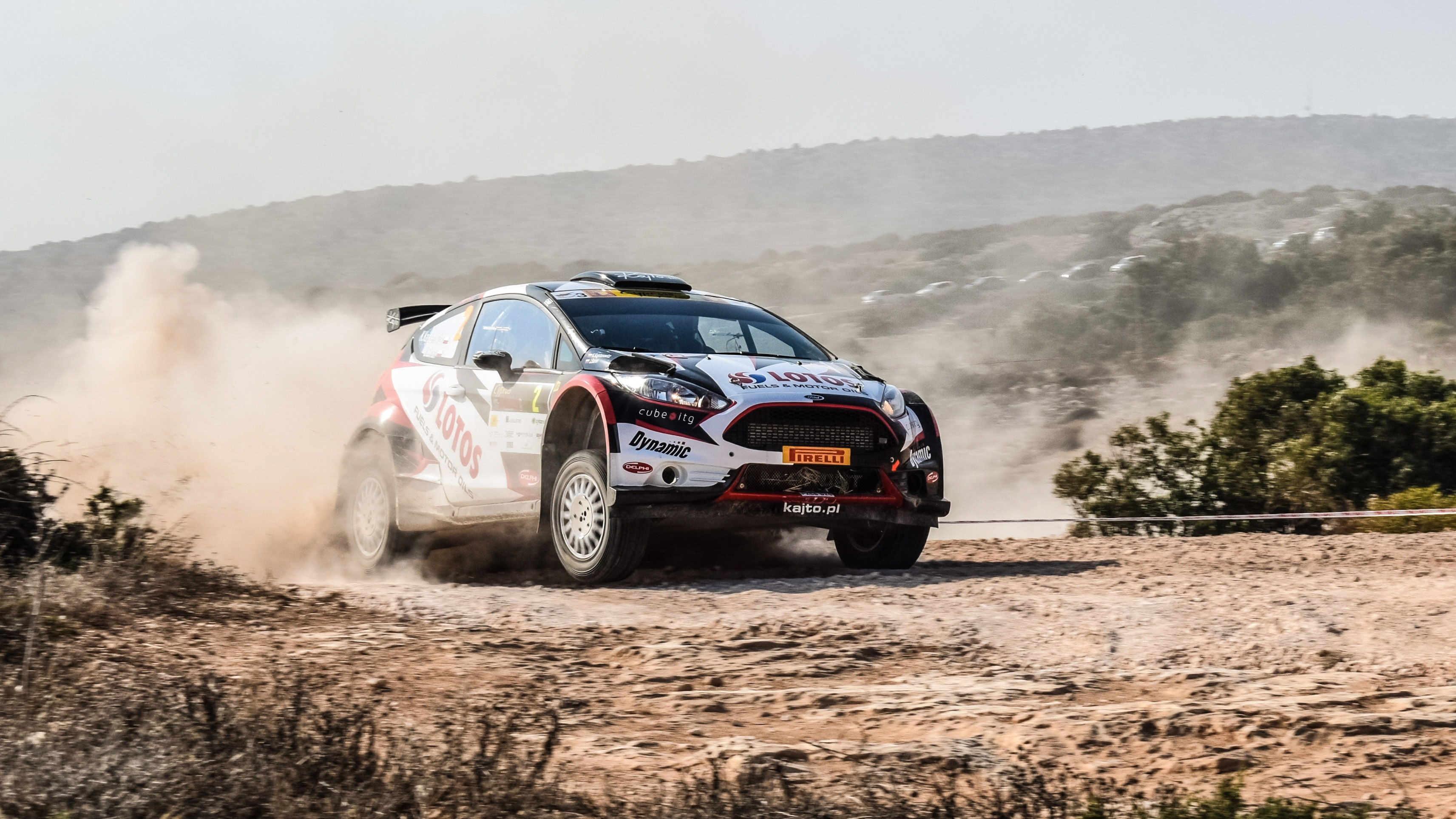
Mistrz ERC 2017 Kajetan Kajetanowicz podczas Rajdu Cypru w roku 2017

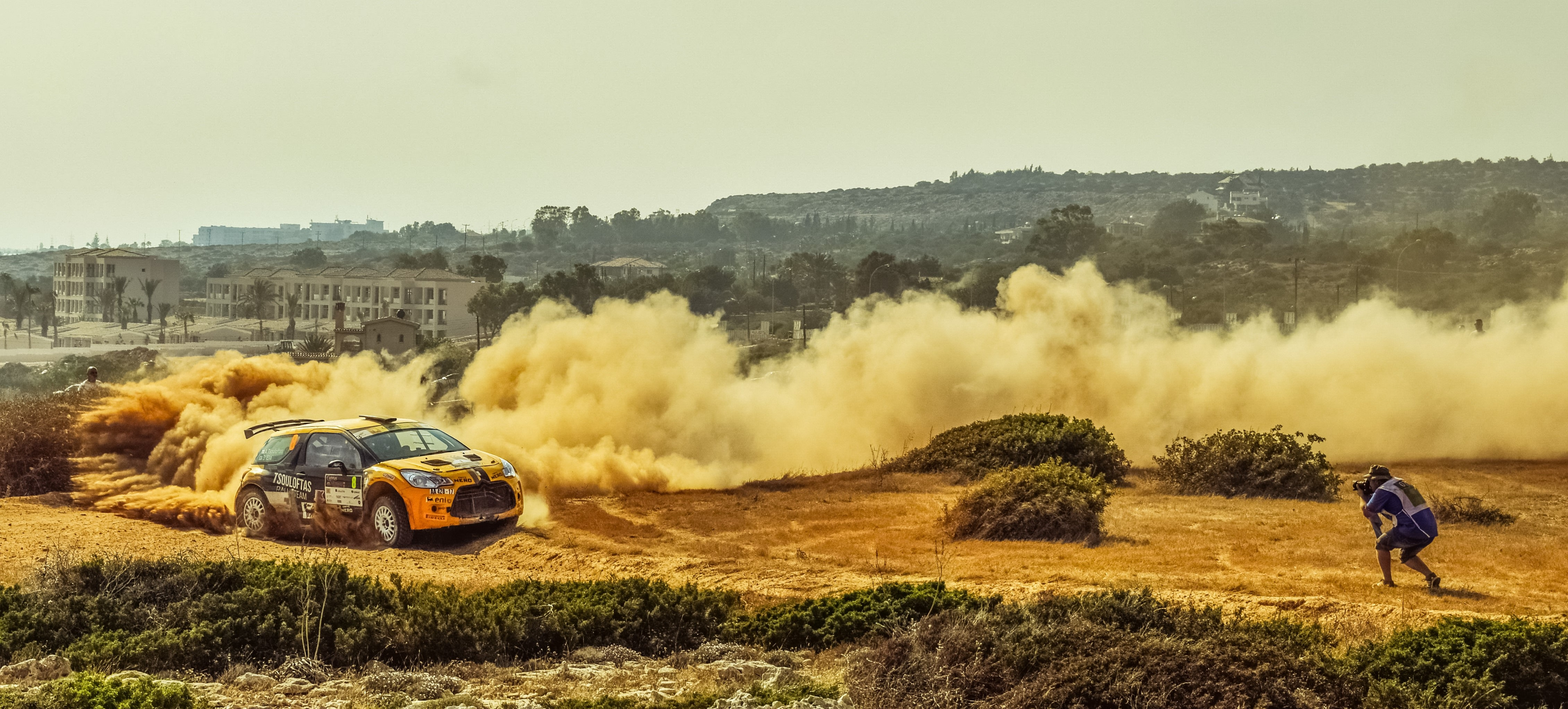
Rajd Cypru 2017

Sezon Rajdowych Mistrzostw Europy 2017 był 65 sezonem Rajdowych Mistrzostw Europy (FIA European Rally Championship). Mistrzostwa składały się z ośmiu rajdów.
Rajdowym mistrzem Europy 2017 został reprezentant Polski Kajetan Kajetanowicz, który wraz z pilotem Jarosławem Baranem (Ford Fiesta R5) dokonał tego po raz trzeci z rzędu.

## Kalendarz
| Runda | Data                  | Nazwa rajdu            | Nawierzchnia | Zwycięzca            |
| ----- | --------------------- | ---------------------- | ------------ | -------------------- |
| 1     | 30 marca – 1 kwietnia | Rajd Azorów            | Szuter       | Bruno Magalhães      |
| 2     | 4–6 maja              | Rajd Wysp Kanaryjskich | Asfalt       | Aleksiej Łukjaniuk   |
| 3     | 2–4 czerwca           | Rajd Akropolu          | Szuter       | Kajetan Kajetanowicz |
| 4     | 16–18 czerwca         | Rajd Cypru             | Mieszana     | Nasir al-Atijja      |
| 5     | 3–5 sierpnia          | Rajd Rzeszowski        | Asfalt       | Bryan Bouffier       |
| 6     | 25–27 sierpnia        | Rajd Barum             | Asfalt       | Jan Kopecký          |
| 7     | 15–17 września        | Rally di Roma Capitale | Asfalt       | Bryan Bouffier       |
| 8     | 6–8 października      | Rajd Liepāja           | Szuter       | Nikołaj Griazin      |

## Wyniki
| Runda | Nazwa Rajdu                                      | Podium  | Podium               | Podium                   | Podium    |
| Runda | Nazwa Rajdu                                      | Miejsce | Kierowca             | Samochód                 | Czas      |
| ----- | ------------------------------------------------ | ------- | -------------------- | ------------------------ | --------- |
| 1     | Rajd Azorów (30 marca-1 kwietnia) — Wyniki       | 1       | Bruno Magalhães      | Skoda Fabia R5           | 2:37:04.3 |
| 1     | Rajd Azorów (30 marca-1 kwietnia) — Wyniki       | 2       | Marijan Griebel      | Skoda Fabia R5           | +1:34.4   |
| 1     | Rajd Azorów (30 marca-1 kwietnia) — Wyniki       | 3       | Josh Moffett         | Ford Fiesta R5           | +4:50.9   |
|       |                                                  |         |                      |                          |           |
| 2     | Rajd Wysp Kanaryjskich (4-6 maja) — Wyniki       | 1       | Aleksiej Łukjaniuk   | Ford Fiesta R5           | 2:06:01.8 |
| 2     | Rajd Wysp Kanaryjskich (4-6 maja) — Wyniki       | 2       | Kajetan Kajetanowicz | Ford Fiesta R5           | +57.2     |
| 2     | Rajd Wysp Kanaryjskich (4-6 maja) — Wyniki       | 3       | Bruno Magalhães      | Skoda Fabia R5           | +1:03.6   |
|       |                                                  |         |                      |                          |           |
| 3     | Rajd Akropolu (2-4 czerwca) — Wyniki             | 1       | Kajetan Kajetanowicz | Ford Fiesta R5           | 2:50:40.6 |
| 3     | Rajd Akropolu (2-4 czerwca) — Wyniki             | 2       | Bruno Magalhães      | Skoda Fabia R5           | +1:58.7   |
| 3     | Rajd Akropolu (2-4 czerwca) — Wyniki             | 3       | Grzegorz Grzyb       | Skoda Fabia R5           | +5:05.3   |
|       |                                                  |         |                      |                          |           |
| 4     | Rajd Cypru (16-18 czerwca) — Wyniki              | 1       | Nasser Al-Attiyah    | Ford Fiesta R5           | 2:31:44.3 |
| 4     | Rajd Cypru (16-18 czerwca) — Wyniki              | 2       | Simos Galatariotis   | Mitsubishi Lancer Evo X  | +6:12.0   |
| 4     | Rajd Cypru (16-18 czerwca) — Wyniki              | 3       | Panikos Polykarpou   | Mitsubishi Lancer Evo IX | +6:19.5   |
|       |                                                  |         |                      |                          |           |
| 5     | Rajd Rzeszowski (3-5 sierpnia) — Wyniki          | 1       | Bryan Bouffier       | Ford Fiesta R5           | 1:58:12.6 |
| 5     | Rajd Rzeszowski (3-5 sierpnia) — Wyniki          | 2       | Kajetan Kajetanowicz | Ford Fiesta R5           | +38.5     |
| 5     | Rajd Rzeszowski (3-5 sierpnia) — Wyniki          | 3       | Bruno Magalhães      | Skoda Fabia R5           | +55.6     |
|       |                                                  |         |                      |                          |           |
| 6     | Rajd Barum (25-27 sierpnia) — Wyniki             | 1       | Jan Kopecký          | Skoda Fabia R5           | 1:56:15.2 |
| 6     | Rajd Barum (25-27 sierpnia) — Wyniki             | 2       | Aleksiej Łukjaniuk   | Ford Fiesta R5           | +55.5     |
| 6     | Rajd Barum (25-27 sierpnia) — Wyniki             | 3       | Roman Kresta         | Skoda Fabia R5           | +1:22.8   |
|       |                                                  |         |                      |                          |           |
| 7     | Rally di Roma Capitale (15–17 września) — Wyniki | 1       | Bryan Bouffier       | Ford Fiesta R5           | 2:02:16.0 |
| 7     | Rally di Roma Capitale (15–17 września) — Wyniki | 2       | Kajetan Kajetanowicz | Ford Fiesta R5           | +0.3      |
| 7     | Rally di Roma Capitale (15–17 września) — Wyniki | 3       | Bruno Magalhães      | Skoda Fabia R5           | +57.9     |
|       |                                                  |         |                      |                          |           |
| 8     | Rajd Liepāja (6–8 października) — Wyniki         | 1       | Nikołaj Griazin      | Skoda Fabia R5           | 1:19:22.1 |
| 8     | Rajd Liepāja (6–8 października) — Wyniki         | 2       | Kalle Rovanpera      | Ford Fiesta R5           | +18.5     |
| 8     | Rajd Liepāja (6–8 października) — Wyniki         | 3       | Łukasz Habaj         | Ford Fiesta R5           | +2:52.8   |
|       |                                                  |         |                      |                          |           |

## Końcowa kasyfikacja RME 2017
Punkty w klasyfikacji generalnej ERC otrzymuje 10 pierwszych zawodników, którzy uczestniczą w programie ERC i ukończą rajd, punktowanie odbywa się według klucza:
| Miejsce | 1  | 2  | 3  | 4  | 5  | 6 | 7 | 8 | 9 | 10 |
| Punkty  | 25 | 18 | 15 | 12 | 10 | 8 | 6 | 4 | 2 | 1  |

Dodatkowo po każdym etapie (dniu) rajdu prowadzona jest osobna klasyfikacja, w której przyznawano punkty według klucza 7-6-5-4-3-2-1 (jeżeli dany etap obejmował przynajmniej 25% długości odcinków specjalnych rajdu). Do końcowej klasyfikacji wliczane jest 6 najlepszych wyników z 8 eliminacji.
Pierwsza dziesiątka
| Poz. | Kierowca             | POR    | ESP    | GRE    | CYP    | POL    | CZE    | ITA    | LVA    | Suma punktów |
| ---- | -------------------- | ------ | ------ | ------ | ------ | ------ | ------ | ------ | ------ | ------------ |
| 1    | Kajetan Kajetanowicz | 270+6  | 218+11 | 125+12 | 140+7  | 218+11 | 510+2  | 218+13 | NU0+5  | 145          |
| 2    | Bruno Magalhães      | 125+13 | 315+10 | 218+12 | NU     | 92     | 92     | 315+10 | NU     | 121          |
| 3    | Bryan Bouffier       |        | 92     |        |        | 125+14 | 101+3  | 125+13 |        | 84           |
| 4    | Aleksiej Łukjaniuk   | NU0+7  | 125+14 |        |        |        | 218+9  | NU     | NU     | 73           |
| 5    | Marijan Griebel      | 218+8  | 101    |        |        | 315+8  | 68+4   |        |        | 62           |
| 6    | Grzegorz Grzyb       |        | NU     | 315+7  |        | 412+7  | NU     | 412+7  |        | 60           |
| 7    | Nikołaj Griazin      | 510+4  | 110+1  | NU     | 29     | NU     | 14     | 84+1   | 125+14 | 59           |
| 8    | Nasser Al-Attiyah    |        |        | NU0+7  | 125+13 |        |        |        |        | 45           |
| 9    | Jan Kopecký          |        |        |        |        |        | 125+14 |        |        | 39           |
| 10   | Łukasz Habaj         | NU     | NU     |        |        | 76+1   | 13     | 76+1   | 315+8  | 37           |
| Poz. | Kierowca             | POR    | ESP    | GRE    | CYP    | POL    | CZE    | ITA    | LVA    | Suma punktów |

| Miejsce | Kierowca              | Punkty |
| ------- | --------------------- | ------ |
| 1       | Tibor Érdi jun        | 176    |
| 2       | Zelindo Melegari      | 155    |
| 3       | Sergey Remennik       | 113    |
| 4       | Luís Pimentel         | 55     |
| 5       | Christos Demosthenous | 39     |

| Miejsce | Kierowca          | Punkty |
| ------- | ----------------- | ------ |
| 1       | Chris Ingram      | 157    |
| 2       | Filip Mareš       | 143    |
| 3       | Jari Huttunen     | 125    |
| 4       | Aleksander Zawada | 115    |
| 5       | Bugra Banaz       | 102    |

| Miejsce | Kierowca            | Punkty |
| ------- | ------------------- | ------ |
| 1       | Marijan Griebel     | 138    |
| 2       | Nikołaj Griazin     | 112    |
| 3       | José Antonio Suárez | 94     |
| 4       | Jan Černý           | 79     |
| 5       | Pepe López          | 79     |

| Miejsce | Kierowca            | Punkty |
| ------- | ------------------- | ------ |
| 1       | Tamara Molinaro     | 207    |
| 2       | Catie Munnings      | 87     |
| 3       | Emma Falcón         | 84     |
| 4       | Ekaterina Stratieva | 16     |

| Kolor     | Opis                   |
| --------- | ---------------------- |
| Złoty     | Zwycięzca              |
| Srebrny   | 2. miejsce             |
| Brązowy   | 3. miejsce             |
| Zielony   | Punktowane miejsce     |
| Niebieski | Ukończył nie punktował |
| Fioletowy | Nie ukończył NU        |
| Czarny    | Wykluczony X           |
| Biały     | Nie wystartował NW     |
| Puste     | Nie brał udziału       |